# Gadžin Han
Gadžin Han (in serbo Гаџин Хан?) è una città e una municipalità del distretto di Nišava nel sud-est della Serbia centrale.